# Dr. Jekyll y Mr. Hyde (película de 1986)
Dr. Jekyll y Mr. Hyde (Dr. Jekyll and Mr. Hyde en inglés) es una película de animación de 1986 dirigida por Geoff Collins. El guion, adaptado por Marcia Hatfield, está basado en la novela inglesa El extraño caso del doctor Jekyll y míster Hyde escrita por el escritor escocés Robert Louis Stevenson. La película consta con 49 minutos de duración y emplea las voces de Max Meldrum cómo el doctor Jekyll y David Nettheim en el papel de míster Hyde. La película fue coproducida por Roz Phillips y Tim Brooke-Hunt para la productora australiana Burbank Films Australia y estrenada originalmente por televisión. Los másteres de la película se encuentran en la actualidad cómo parte del dominio público.

## Reparto
| Actor              | Personaje         |
| ------------------ | ----------------- |
| Max Meldrum        | Doctor Jekyll     |
| David Nettheim     | Míster Hyde       |
| John Ewart         | Utterson          |
| Carol Adams        | Nanny             |
| Simeon Hawkins     |                   |
| Phillip Hinton     | Dr. Hastie Lanyon |
| Andrew Inglis      |                   |
| Jill McKay         |                   |
| David Roach-Turner |                   |